# Paul van Waarden
Paul van Waarden (Haarlem, 20 februari 1966) was een Nederlandse kok en restauranteigenaar.

## Biografie
Hoewel Paul van Waarden in Haarlem werd geboren, woonde hij in zijn jonge jaren ook in Lisse en Huizen. Later verhuizen zijn ouders naar Goes, waar hij naar de LTS ging en daar consumptieve technieken leerde. Hij werkte bij Oudt Leyden, een jaar bij Cees Helder in Parkheuvel en anderhalf jaar bij Henk Savelberg in Voorburg. Vervolgens werd hij chef-kok van Seinpost in Scheveningen, hij stond vijf jaar aan het hoofd van deze keuken.

## Restaurants

### De Keuken van Waarden
Paul van Waarden begon met restaurant De Keuken van Waarden aan de Waalsdorperlaan, vlak bij renbaan Duindigt, gelegen tussen Den Haag en Wassenaar. Toen het restaurant na drie jaar in 2001 naar Rijswijk verhuisde, werd de naam van het restaurant veranderd in Paul van Waarden. De keuken bleef Frans. Het restaurant kreeg op 7 februari 2002 een Michelinster, die tien jaar lang behouden bleef en verdween in de Michelingids Nederland 2013. Het restaurant is gesloten sinds februari 2013.

### At Sea
Op 1 juni 2009 opende Paul van Waarden het restaurant At Sea aan de Scheveningse haven, waar voorheen het Norfolk-complex stond. Mede-eigenaar is René Michielsen. In oktober 2012 werd  Stephan Nijst de nieuwe chef. Hij werkte ook voor Paul van Waarden toen deze in 2002 een Michelinster kreeg. Tussendoor werkte Nijst onder meer bij De Knip in Voorschoten en was eigenaar van Choix du Chef in Den Haag. At Sea sloot wegens faillissement in oktober 2014.

### De Keuken Van Waarden - Azië
Op 7 september 2012 opende Paul van Waarden in samenwerking met Henk Au en John Chau een restaurant aan de Stadhouderslaan in Den Haag. Het bevond zich op de begane grond van de voormalige HBS Stadhouderslaan. De keuken was Aziatisch maar met Franse invloeden. Ook dit restaurant sloot zijn deuren, in oktober 2013.

### Paul van Waarden Amsterdam
Paul van Waarden heeft nadien een restaurant aan de Betuwgracht 94 in Amsterdam geopend. Daarna had hij ook nog een restaurant in Schijndel maar dat ging kort daarna failliet.

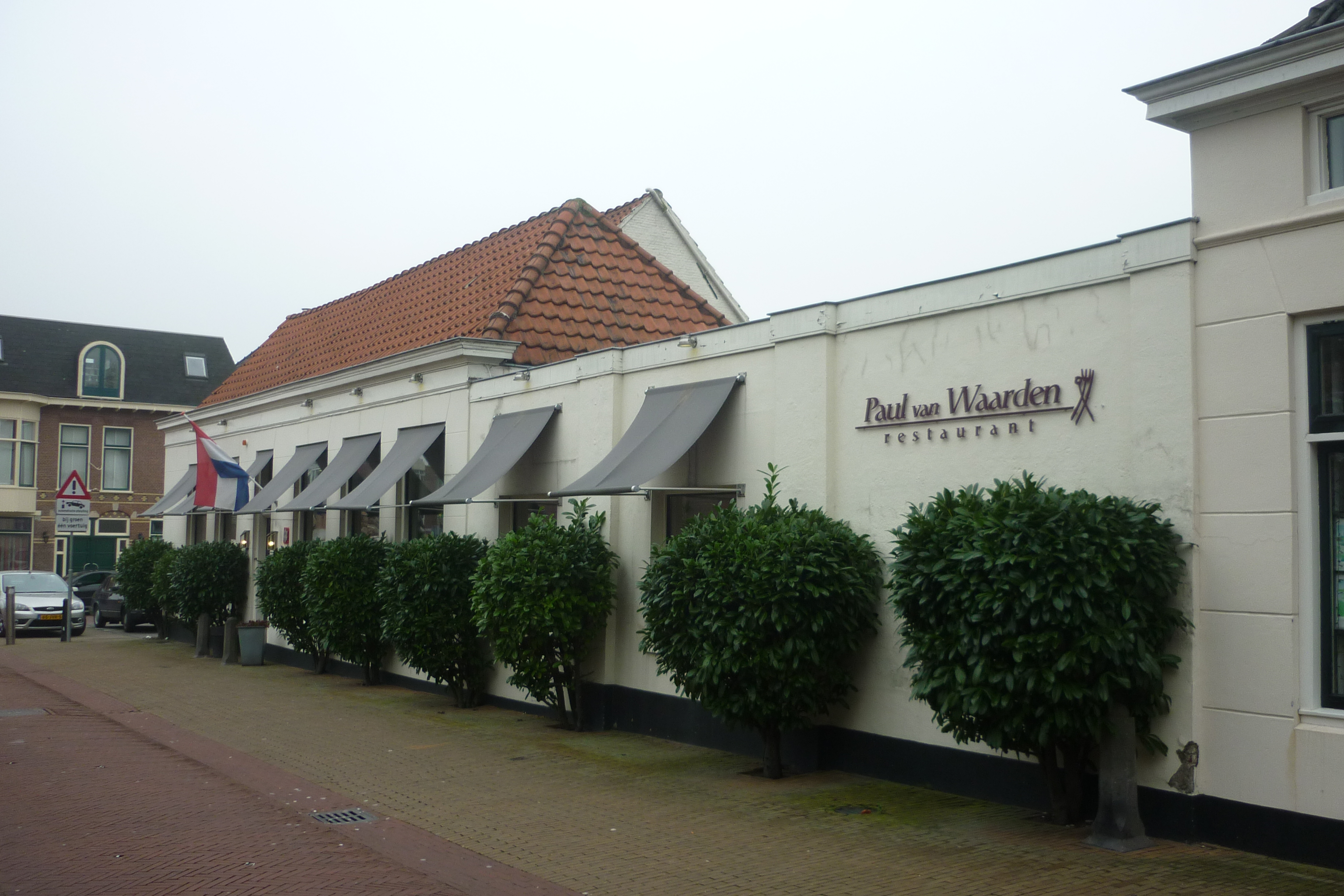
Paul van Waarden in Rijswijk
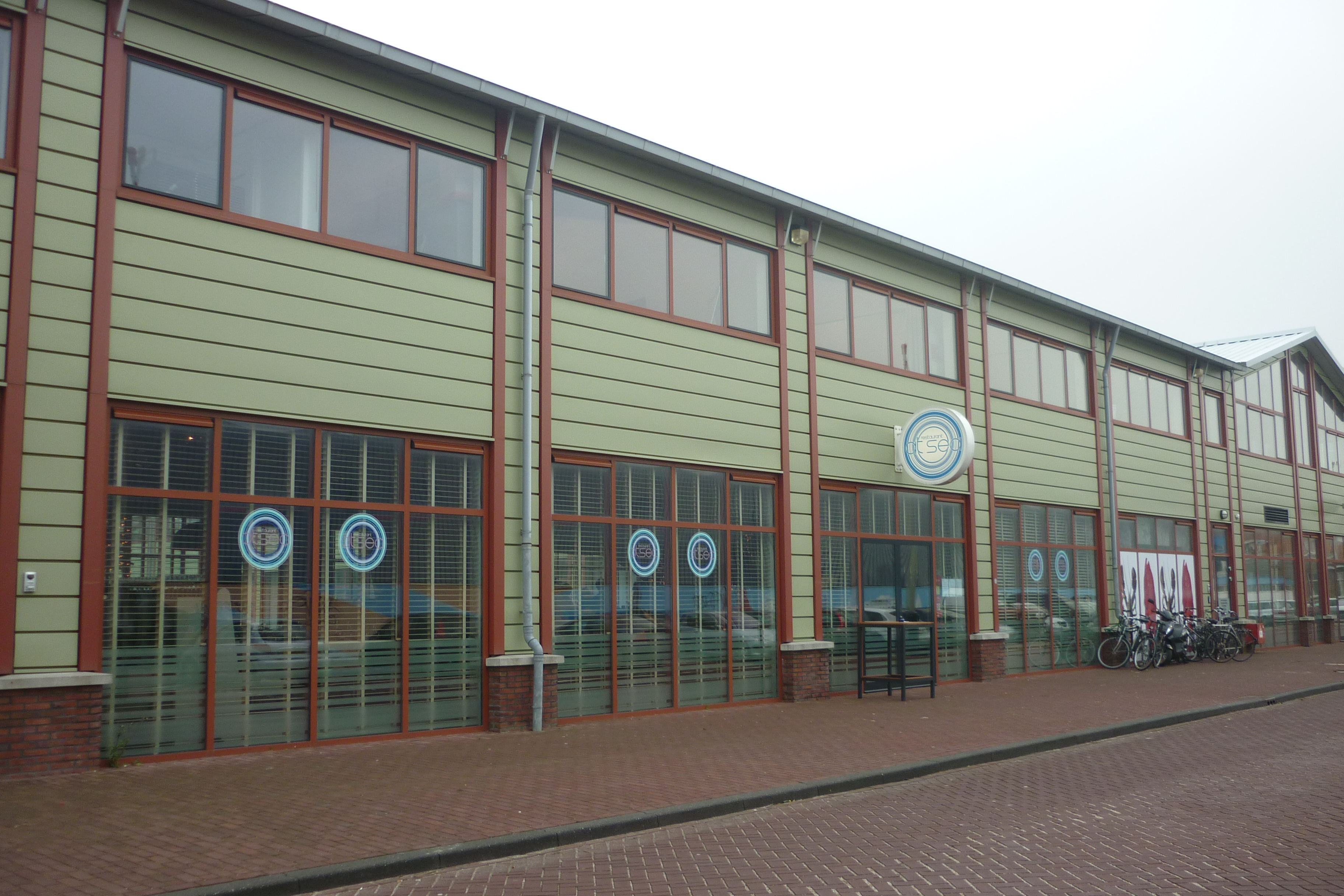
At Sea in Scheveningen
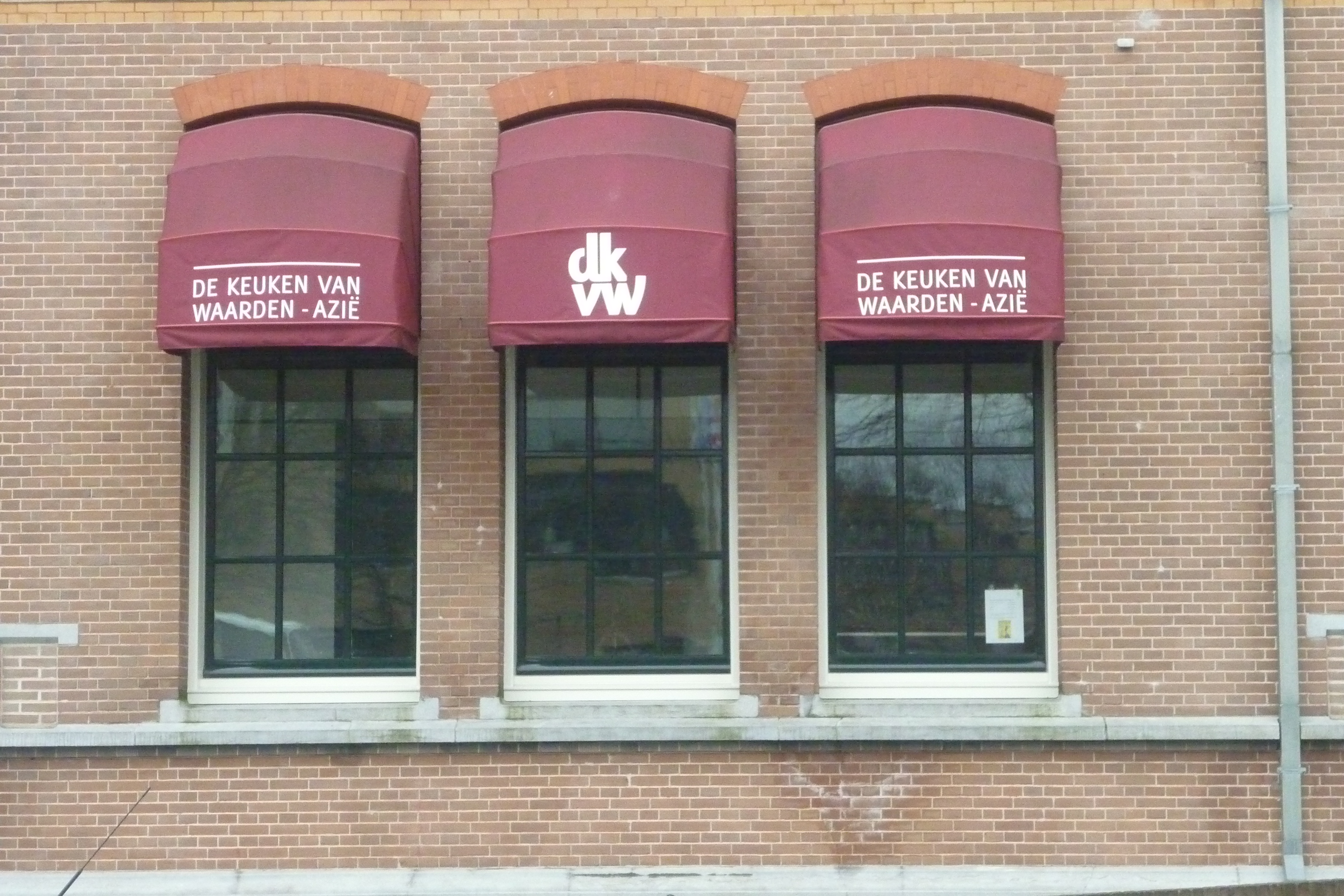
Keuken van Waarden - Azië in Den Haag

## Kookboek
- 2006 Het Nieuw Nederlandsch Kookboek (Nederlandse en Engelse versie), Rotterdam : Stichting Heren van Waarde, ISBN 978-90-811261-1-3.